# Архангельский, Сергей Иванович (историк)
Серге́й Ива́нович Арха́нгельский (22 января 1882, г. Семёнов Нижегородской губернии — 7 октября 1958, г. Горький) — советский историк, доктор исторических наук, профессор Горьковского пединститута, член-корреспондент АН СССР, 1-й декан исторического факультета ГГУ.
Награждён орденами Ленина и Трудового Красного Знамени.

## Биография
Из дворян. Отец служил мелким чиновником.
В 1900 году с золотой медалью окончил Нижегородский дворянский институт. Затем учился на историко-филологическом факультете Московского университета. Его преподавателями были П. Г. Виноградов, Р. Ю. Виппер, В. О. Ключевский, Д. М. Петрушевский, А. Н. Савин, М. М. Богословский. В 1902 году за участие в революционных выступлениях был арестован. Окончил Московский университет в 1906 году с дипломом первой степени. С 1906 по 1917 год преподавал историю и литературу в Нижегородской Мариинской женской гимназии. Отмечал, что тогда же «готовился к магистерским экзаменам, консультируя[сь?] с Виппером Р. Юр. и Петрушевским Д. М., но их не держал».
С 1917 года преподавал в Нижегородском педагогическом институте. Как отмечают, он также зарекомендует себя одним из активных строителей и исследователей нижегородского краеведения. Подготовил к изданию, осуществив перевод с английского, работу Анри Пиренна «Средневековые города и возрождение торговли».
В 1934 году получил звание профессора, в 1939 — доктора исторических наук (по совокупности трудов).
В период Великой Отечественной войны выступал в местной периодической печати, читал лекции о героическом прошлом России и других славянских государств.
В 1946 году был инициатором восстановления историко-филологического факультета ГГУ, его первым деканом (до 1950 года) и заведующим кафедрой всеобщей истории.
В 1946 году был избран членом-корреспондентом АН СССР.
Похоронен на Бугровском кладбище Нижнего Новгорода.

## Научная деятельность

### Научные интересы
Работал в области медиевистики, античной истории, исторического краеведения, приобрёл себе имя исследованиями по новой истории (законодательство о земле и аграрные отношения в Англии во время революции XVII века).
Основатель нижегородской школы аграрной истории Англии Средних веков и Нового времени.
В своём капитальном труде «Аграрное законодательство великой английской революции. 1643—1648. Ч. I» (1935), как отмечают, он не только исследовал само аграрное законодательство, но и изучил на локальном материале источников его осуществление во времена английской буржуазной революции.

### Основные работы
Книги
- Аграрное законодательство великой английской революции 1643—1648 годов. — М.—Л., 1935.
- История средних веков: учебник. — Горький, 1937.
- Аграрное законодательство английской революции 1649—1660 гг. — М.—Л., 1940.
- Очерки по истории промышленного пролетариата Нижнего Новгорода и Нижегородской области XVII—XIX вв. — Горький, 1950.
- Исторические взгляды С. В. Ешевского. [М.], 1955;
- Крестьянское движение в Англии в 40—50-х гг. XVII в. — М., 1960.

Статьи
- Аграрное движение в Нижегородской губернии 1861—1906 гг. // Материалы по истории революционного движения. — Нижний Новгород, 1922. — Т. IV.
- Крестьянство и крестьянское движение в Нижегородском крае в период 1906—1917 гг. // Нижегородский край. — Нижний Новгород, 1926. — Ч. III.
- Локальный метод в исторической науке // Краеведение. — М., 1926. — № 2.
- Английская революция XVII в. и аграрные отношения в Англии 1640—1641 гг. // Историк-марксист. — 1935. — № 5—6.